# Windsor, Ontario
Windsor är Kanadas sydligaste stad mitt emot storstaden Detroit i USA vid Detroitflodens mynning i sjön Lake Saint Clair. Den ligger i provinsen Ontario, i den sydöstra delen av landet, 700 km sydväst om huvudstaden Ottawa. Windsor ligger 190 meter över havet och antalet invånare är 278 013. År 1748 grundade fransmän ett jordbrukssamhälle på den plats som är dagens Windsor, och området kallades Petite Côte. 1794, efter den amerikanska revolutionen, grundades samhället Sandwich vilket senare ändrade namnet till Windsor. Windsor fick vissa stadsrättigheter år 1858, som town, och fulla stadsrättigheter 1892, som city.
Windsor ligger i Essex County, men har en separat administration.

## Stad och storstadsområde
Staden, City of Windsor, har 216 473 invånare (2006) på en yta av 146,91 km². Av dessa bor 215 721 invånare i själva tätorten.
Det urbaniserade området har 278 765 invånare (2006) på en yta av 176,05 km². Hela storstadsområdet, Windsor Census Metropolitan Area, har 323 342 invånare (2006) på en yta av 1 022,84 km², vilket omfattar staden Windsor samt kommunerna Amherstburg, Lakeshore, LaSalle och Tecumseh.
Windsor bildar tillsammans med Detroit ett riksgränsöverskridande storstadsområde med 4,8 miljoner invånare (2006) på en yta av 11 157 km², varav 4,2 miljoner bor i det urbaniserade området. Detroit nås via en vägbro (Ambassador Bridge) och en vägtunnel (Detroit–Windsor Tunnel). Det finns även en järnvägstunnel för godståg (Michigan Central Railway Tunnel) och en färjelinje för lastbilar. Eftersom Windsor ligger söder om Detroit är denna del av gränsen mellan Kanada och USA den enda där det finns gränsövergångar mellan ett Kanada som ligger i söder om gränsen och ett USA som ligger i norr.

## Geografi
Terrängen runt Windsor är mycket platt. Runt Windsor är det ganska tätbefolkat, med 70 invånare per kvadratkilometer.. Windsor är det största samhället i trakten. Runt Windsor är det i huvudsak tätbebyggt.

## Klimat
Inlandsklimat råder i trakten. Årsmedeltemperaturen i trakten är 10 °C. Den varmaste månaden är augusti, då medeltemperaturen är 24 °C, och den kallaste är januari, med −6 °C. Genomsnittlig årsnederbörd är 1 128 millimeter. Den regnigaste månaden är juli, med i genomsnitt 136 mm nederbörd, och den torraste är november, med 49 mm nederbörd.